# Relaciones Armenia-Rumania
Las relaciones Armenia-Rumania son las relaciones bilaterales entre Armenia y Rumania. Ambos países establecieron relaciones diplomáticas el 17 de diciembre de 1991. Armenia tiene una embajada en Bucarest y Rumania tiene una embajada en Ereván. Ambos países son miembros de la Cooperación Económica del Mar Negro.
Hay alrededor de 3.000 personas de origen armenio que viven en Rumania. Las relaciones modernas entre Armenia y Rumania están enraizadas en parte en la historia moderna del pueblo armenio: después del genocidio armenio de 1915, Rumania fue el primer estado en proporcionar oficialmente asilo político a los refugiados de la zona; y cuando en octubre de 2007 el presidente de Armenia, Serzh Sargsyan, recibió a la delegación encabezada por el ministro rumano de Defensa Nacional, Teodor Meleşcanu, señaló que la amistad armenio-rumana estaba profundamente arraigada en la historia y no fue por casualidad que Rumania fuera el primer estado en reconocer la independencia de la República de Armenia de la Unión Soviética.